# Lynette Lim Enxuan
Lynette Lim Enxuan (ur. 1997) – singapurska lekkoatletka, trójskoczkini.

## Rekordy życiowe
- Trójskok – 11,79 (2013) rekord Singapuru